# 島田氏雞兒腸
島田氏雞兒腸（学名：Aster shimadae），又名岛田鸡儿肠或鸡肠紫菀，为菊科紫菀屬下的一个种，分布於中國大陸、臺灣、越南等地。模式標本由植物學家島田彌市採集於現今的臺灣苗栗縣造橋鄉，本種種小名即取自其姓。

## 扩展阅读
- 維基物種上的相關：島田氏雞兒腸